# Manuka Wijesinghe
Manuka Wijesinghe (* 1963 in Colombo, Sri Lanka) ist eine sri-lankische Schriftstellerin. Sie lebt in Colombo und Mainz.

## Leben
Manuka Wijesinghe wuchs als Tochter eines Ingenieurs und einer Kunstlehrerin in Colombo auf. Ihre Muttersprache ist Singhalesisch, aber sie schreibt ihre literarischen Werke auf Englisch. Nach einer ersten Karriere als Tänzerin und Schauspielerin in Colombo studierte sie Drama an der University of Maine, USA. Sie ist in Deutschland verheiratet und hat zwei erwachsene Kinder. Nach der Geburt der Kinder begann sie mit dem Schreiben. Zuerst verfasste sie eine Reihe von Einaktern für die Theaterbühne in Colombo sowie Gedichte und Kurzprosa. Später folgten vier Romane.
Manuka Wijesinghe absolvierte auch eine Ausbildung in traditionellen Heilmethoden und betreibt eine private Praxis.

## Literarische Werke

### Theaterstücke
- Mad Cow
- Flight 582 to Zurich
- Marital Disadventure
- The Affair
- My Way
- Karma

Diese Einakter wurden in Colombo aufgeführt, sind aber nicht im Druck erschienen. Sie behandeln auf satirische Weise aktuelle Themen aus Politik und Gesellschaft in Sri Lanka. Inhaltliche Zusammenfassungen der Stücke finden sich auf Wijesinghes Webseite.

### Lyrik und Kurzprosa
- Silhouettes for Justice. Colombo 1994 (Die Gedichte und Geschichten dieses Bandes befassen sich mit dem Bürgerkrieg in Sri Lanka und mit den Zusammenhängen zwischen Gewalt, Terror und Religion.)

### Romane
- Monsoons and Potholes, Perera Hussein Publishing House, Colombo 2006
- Theravada Man, Bay Owl Press, Colombo 2009
  - Deutsch als: Ein Mann des Mittleren Weges, übersetzt von Reinhold Schein, Draupadi Verlag, Heidelberg 2019
- Sinhala Only, Vijitha Yapa Publications, Colombo 2014

Die drei Romane bilden eine Trilogie, in der die Geschichte einer Familie über drei Generationen und einen Zeitraum von annähernd hundert Jahren entfaltet wird. Hintergrund der Handlung ist die Geschichte der britischen Kolonie Ceylon und später der unabhängigen Republik Sri Lanka unter wechselnden Regimes. Besonders kritisch wird die Allianz zwischen buddhistischem Klerus und singhalesisch-nationalistischer Politik betrachtet, die zur Diskriminierung der tamilischen Minderheit und letztlich zum Bürgerkrieg führte.
- Like Moths To A Flame, Vijitha Yapa Publications, Colombo 2022

## Wissenschaftliche Arbeiten über Manuka Wijesinghe
- "Plural Narratives of the Sri Lankan Nation in Manuka Wijesinghe’s Theravada Man", Isabel Alonso-Breto, Department of Modern Languages and Literatures and English Studies, Universitat de Barcelona[2]
- "Rewritings of the Jātaka Tales in Colonial and Postcolonial Texts. A Fictional Evaluation of Buddhism in Postcolonial Sri Lanka: Manuka Wijesinghe’s Trilogy", Geetha Ganapathy-Doré[3]